# Système de création de jeux
Un système de création de jeux est un moteur de jeu destiné au grand public comportant un ensemble d'outils de conception spécialisés et parfois aussi un langage de script simple permettant la conception et l'amélioration rapide de jeux vidéo.
Contrairement aux moteurs de jeu davantage orientés vers les développeurs, les systèmes de création de jeux promettent un point d'entrée facile pour les concepteurs de jeux débutants ou amateurs, avec souvent peu ou pas de codage requis. Les systèmes de création de jeux tout-en-un ont acquis une certaine légitimité grâce au rôle central de Unity, Pixel Game Maker MV et GameMaker. L'Independent Games Festival reconnaît les jeux produits avec des plateformes similaires.